# Patrik Sundberg
Sven Nils Patrik Sundberg  (* 9. Dezember 1975 in Åkersberga, Stockholms län) ist ein ehemaliger schwedischer Freestyle-Skier. Er war auf die Buckelpisten-Disziplinen Moguls und Dual Moguls spezialisiert. Bei den Weltmeisterschaften 2001 gewann er die Silbermedaille auf den Dual Moguls (Parallelbuckelpiste).

## Biografie
Patrik Sundberg nahm im März 1994 an den Internationalen Jugendmeisterschaften in Laajavuori teil und belegte auf der Buckelpiste Rang elf. Sein Debüt im Freestyle-Skiing-Weltcup gab er am 5. März 1995 in Lillehammer. Vier Tage später gelang ihm als Achter am Hundfjället seine erste Platzierung unter den besten zehn. In den beiden folgenden Wintern startete er vor allem im Europacup und erreichte im Februar 1997 als Dritter in Sollentuna seinen ersten Podestplatz.
In der Saison 1997/98 konnte Sundberg seine Weltcup-Ergebnisse leicht verbessern und belegte als Vierter in La Plagne das beste Resultat seiner Karriere. Im Rahmen der Olympischen Spiele von Nagano erreichte er Rang 14. Im Januar 1999 schaffte er in Heavenley Valley einen weiteren vierten Platz, bei seinen ersten Weltmeisterschaften in Meiringen-Hasliberg kam er hingegen nicht über die Ränge 17 auf den Dual Moguls (Parallelbuckelpiste) und 41 in der Einzeldisziplin hinaus. Ende Januar 2000 gelang ihm als Fünftem in Madaro sein bestes Weltcup-Resultat auf den Dual Moguls. Seinen größten Karriereerfolg konnte er in ebendieser Disziplin bei den Weltmeisterschaften 2001 in Whistler feiern, als er hinter dem Überraschungssieger Stéphane Yonnet ebenfalls überraschend die Silbermedaille gewann. Zudem sicherte er sich im selben Winter seinen dritten und letzten schwedischen Meistertitel. Nach Rang 22 bei den Olympischen Spielen von Salt Lake City beendete er im März 2002 seine aktive Laufbahn.

## Erfolge

### Olympische Spiele
- Nagano 1998: 14. Moguls
- Salt Lake City 2002: 22. Moguls

### Weltmeisterschaften
- Meiringen-Hasliberg 1999: 17. Dual Moguls, 41. Moguls
- Whistler 2001: 2. Dual Moguls, 45. Moguls

### Weltcup
- 12 Platzierungen unter den besten zehn

### Weltcupwertungen
| Saison  | Gesamt | Gesamt | Moguls | Moguls | Dual Moguls | Dual Moguls |
| Saison  | Platz  | Punkte | Platz  | Punkte | Platz       | Punkte      |
| ------- | ------ | ------ | ------ | ------ | ----------- | ----------- |
| 1994/95 | 78.    | 15     | 29.    | 104    | –           | –           |
| 1995/96 | 97.    | 8      | 41.    | 64     | 43.         | 4           |
| 1997/98 | 64.    | 33     | 26.    | 164    | 34.         | 8           |
| 1998/99 | 51.    | 22     | 28.    | 88     | 33.         | 8           |
| 1999/00 | 51.    | 25     | 26.    | 100    | 19.         | 72          |
| 2000/01 | 85.    | 2      | 48.    | 8      | –           | –           |
| 2001/02 | 69.    | 14     | 35.    | 84     | 24.         | 44          |

### Weitere Erfolge
- 3 schwedische Meistertitel (Moguls 1998 und 2000, Dual Moguls 2001)[2]
- 1 Podestplatz im Europacup